# UEFA Champions League 2017-2018 (qualificazioni)
Le qualificazioni alla UEFA Champions League 2017-2018 si sono disputate tra il 27 giugno 2017 e il 2 agosto 2017. Partecipano a questa prima fase della competizione 52 club: 15 di essi si qualificano al successivo turno di spareggi, composto da 20 squadre.

## Date
| Turno         | Sorteggio                             | Andata               | Ritorno           |
| ------------- | ------------------------------------- | -------------------- | ----------------- |
| Primo turno   | 19 giugno 2017, ore 12:00 CEST (Nyon) | 27-28 giugno 2017    | 4 luglio 2017     |
| Secondo turno | 19 giugno 2017, ore 12:00 CEST (Nyon) | 11-12-14 luglio 2017 | 18-19 luglio 2017 |
| Terzo turno   | 14 luglio 2017 (Nyon)                 | 25-26 luglio 2017    | 1º-2 agosto 2017  |

## Squadre
| Legenda                                                                                    | Legenda                          |
| ------------------------------------------------------------------------------------------ | -------------------------------- |
| I club vincitori del terzo turno avanzano al turno di spareggi                             |                                  |
| I club eliminati nel terzo turno partecipano al turno di spareggi della UEFA Europa League |                                  |
| I club sconfitti nel primo turno e                                                         | nel secondo turno sono eliminati |

| Squadre             | Coeff    |
| Campioni            | Campioni |
| ------------------- | -------- |
| Olympiacos          | 64.580   |
| Slavia Praga        | 8.135    |
| Viitorul Costanza   | 5.870    |
| Piazzati            |          |
| Dinamo Kiev         | 67.526   |
| Ajax                | 67.212   |
| Viktoria Plzeň      | 40.635   |
| CSKA Mosca          | 39.606   |
| Club Bruges         | 39.480   |
| FCSB                | 35.370   |
| Young Boys          | 28.915   |
| Nizza               | 16.833   |
| İstanbul Başakşehir | 10.340   |
| AEK Atene           | 6.580    |

| Squadre          | Coeff    |
| Campioni         | Campioni |
| ---------------- | -------- |
| Celtic           | 42.785   |
| Salisburgo       | 40.570   |
| Copenaghen       | 37.800   |
| Ludogorec        | 34.175   |
| BATĖ Borisov     | 29.475   |
| Legia Varsavia   | 28.450   |
| APOEL            | 26.210   |
| Maribor          | 21.125   |
| Qarabağ          | 18.050   |
| Malmö FF         | 16.945   |
| Astana           | 16.800   |
| Partizan         | 16.075   |
| Rijeka           | 15.550   |
| Rosenborg        | 12.665   |
| Sheriff Tiraspol | 11.150   |

| Squadre            | Coeff    |
| Campioni           | Campioni |
| ------------------ | -------- |
| Hapoel Be'er Sheva | 10.875   |
| FH Hafnarfjörður   | 6.175    |
| Žilina             | 5.850    |
| Žalgiris           | 5.825    |
| Dundalk            | 5.815    |
| Vardar             | 5.125    |
| F91 Dudelange      | 4.975    |
| Kukësi             | 4.575    |
| Zrinjski Mostar    | 4.050    |
| Budućnost          | 3.300    |
| Honvéd             | 2.900    |
| IFK Mariehamn      | 2.030    |
| Spartaks Jūrmala   | 1.975    |
| Samt'redia         | 1.525    |

| Squadre         | Coeff    |
| Campioni        | Campioni |
| --------------- | -------- |
| The New Saints  | 5.775    |
| Linfield        | 3.650    |
| Víkingur Gøta   | 2.950    |
| Hibernians      | 2.800    |
| FC Santa Coloma | 2.733    |
| Alaškert        | 2.525    |
| La Fiorita      | 1.566    |
| Europa FC       | 1.500    |
| FCI Tallinn     | 1.300    |
| Trepça '89      | 0.000    |

## Primo turno

### Sorteggio
Partecipano al primo turno 10 squadre. Il sorteggio è stato effettuato il 19 giugno 2017, insieme a quello per il secondo turno. Le squadre sono state suddivise in due urne ("teste di serie" e "non teste di serie") in base al loro coefficiente UEFA; la squadra sorteggiata per prima gioca l'andata in casa.
| Teste di serie                                                   | Non teste di serie                                   |
| ---------------------------------------------------------------- | ---------------------------------------------------- |
| The New Saints Linfield Víkingur Gøta Hibernians FC Santa Coloma | Alaškert La Fiorita Europa FC FCI Tallinn Trepça '89 |

### Risultati

#### Andata
| Arbitro: | Stefan Apostolov |

|               |           |  |
| Nenadović 39’ | Marcatori |  |

| Arbitro: | Fedayi San |

|                             |           |  |
| Jorginho 63’ Kristensen 73’ | Marcatori |  |

| Arbitro: | Luca Barbeno |

|             |           |                               |
| Quigley 44’ | Marcatori | 8’ Álex Quillo 78’ Kike Gómez |

| Arbitro: | Juri Frischer |

|                            |           |             |
| G. Vatnhamar 17’ Lawal 73’ | Marcatori | 39’ Hajdari |

| Arbitro: | Duje Strukan |

|                |           |  |
| J. Stewart 89’ | Marcatori |  |

#### Ritorno
| Arbitro: | Alex Troleis |

|  |           |              |
|  | Marcatori | 88’ Jorginho |

| Arbitro: | Alexander Harkam |

|            |           |                                                    |
| Hasani 65’ | Marcatori | 37’ Anghel 40’ (aut.) Islami 52’, 59’ S. Vatnhamar |

| Arbitro: | Lawrence Visser |

|                   |           |                                        |
| Walker 53’ (rig.) | Marcatori | 37’ (aut.) Iván Moya 41’, 104’ Quigley |

| Arbitro: | Sven Bindels |

|                   |           |               |
| Ildefons Lima 63’ | Marcatori | 28’ Nenadović |

| Serravalle 4 luglio 2017, ore 20:30 CEST | La Fiorita    | 0 – 0 referto | Linfield | San Marino Stadium (911 spett.)\| Arbitro: \| Fyodor Zammit \| |
| Arbitro:                                 | Fyodor Zammit |               |          |                                                                |

#### Tabella riassuntiva
| Squadra 1      | Totale | Squadra 2       | Andata | Ritorno     |
| -------------- | ------ | --------------- | ------ | ----------- |
| Víkingur Gøta  | 6 - 2  | Trepça '89      | 2 - 1  | 4 - 1       |
| Hibernians     | 3 - 0  | FCI Tallinn     | 2 - 0  | 1 - 0       |
| Alaškert       | 2 - 1  | FC Santa Coloma | 1 - 0  | 1 - 1       |
| The New Saints | 4 - 3  | Europa FC       | 1 - 2  | 3 - 1 (dts) |
| Linfield       | 1 - 0  | La Fiorita      | 1 - 0  | 0 - 0       |

## Secondo turno

### Sorteggio
Partecipano al secondo turno 34 squadre: 29 campioni nazionali più le cinque vincitrici del primo turno preliminare.
| Gruppo 1                                    | Gruppo 1                                               | Gruppo 2                                                                  | Gruppo 2                                                      | Gruppo 3                                                          | Gruppo 3                                                            |
| Teste di serie                              | Non teste di serie                                     | Teste di serie                                                            | Non teste di serie                                            | Teste di serie                                                    | Non teste di serie                                                  |
| ------------------------------------------- | ------------------------------------------------------ | ------------------------------------------------------------------------- | ------------------------------------------------------------- | ----------------------------------------------------------------- | ------------------------------------------------------------------- |
| Salisburgo Ludogorec APOEL Qarabağ Partizan | Žalgiris F91 Dudelange Budućnost Hibernians Samt'redia | Copenaghen BATĖ Borisov Astana Rijeka Sheriff Tiraspol Hapoel Be'er Sheva | Žilina The New Saints Kukësi Honvéd Alaškert Spartaks Jūrmala | Celtic Legia Varsavia Maribor Malmö FF Rosenborg FH Hafnarfjörður | Dundalk Vardar Zrinjski Mostar Linfield Víkingur Gøta IFK Mariehamn |

### Risultati

#### Andata
| Arbitro: | Mete Kalkavan |

|                                                                         |           |  |
| Ismayilov 10’ (rig.) Ndlovu 37’, 45+1’ (rig.) Guerrier 83’ Míchel 90+2’ | Marcatori |  |

| Arbitro: | Fran Jović |

|  |           |                                              |
|  | Marcatori | 32’ (rig.) V. Berisha 35’ Hwang 54’ Minamino |

| Arbitro: | Pol van Boekel |

|                                  |           |  |
| Đurđević 53’ (rig.) Leonardo 63’ | Marcatori |  |

| Arbitro: | Kristo Tohver |

|                    |           |  |
| Mišić 5’ Matei 69’ | Marcatori |  |

| Arbitro: | Neil Doyle |

|  |           |             |
|  | Marcatori | 73’ Twumasi |

| Arbitro: | Alan Mario Sant |

|               |           |  |
| Bertoglio 71’ | Marcatori |  |

| Arbitro: | Andreas Ekberg |

|                                |           |               |
| Miguel Vítor 35’ Einbinder 52’ | Marcatori | 63’ Lanzafame |

| Arbitro: | Thorvaldur Árnason |

|              |           |             |
| Brorsson 75’ | Marcatori | 63’ Nikolov |

| Arbitro: | Christos Nicolaides |

|                      |           |  |
| Badibanga 79’ (rig.) | Marcatori |  |

| Arbitro: | Daniel Siebert |

|               |           |                           |
| Todorović 89’ | Marcatori | 43’ Zahovič 90+4’ Tavares |

| Arbitro: | Enea Jorgji |

|          |           |                 |
| Ryas 43’ | Marcatori | 78’ (aut.) Ryas |

| Arbitro: | Andrew Dallas |

|  |           |                                                |
|  | Marcatori | 8’ (rig.) Guilherme 40’ D. Nagy 44’ Hämäläinen |

| Arbitro: | Manuel Schuettengruber |

|                         |           |                 |
| Nyuiadzi 78’ Kuklys 86’ | Marcatori | 18’ Anicet Abel |

| Arbitro: | Benoît Millot |

|            |           |                        |
| Špalek 39’ | Marcatori | 68’, 73’, 83’ Pavlović |

| Arbitro: | Radu Petrescu |

|              |           |                 |
| McMillan 18’ | Marcatori | 44’ Reginiussen |

| Arbitro: | Petr Ardeleanu |

|             |           |                  |
| Pálsson 49’ | Marcatori | 73’ (rig.) Lawal |

| Arbitro: | Alejandro José Hernández Hernández |

|  |           |                              |
|  | Marcatori | 17’ (aut.) Haughey 23’ Rogić |

#### Ritorno
| Arbitro: | Charalambos Kalogeropoulos |

|             |           |                |
| Twumasi 59’ | Marcatori | 72’ Vardanjans |

| Arbitro: | Peter Kralović |

|               |           |                                       |
| Nenadović 18’ | Marcatori | 23’, 35’ Hardzjajčuk 78’ M. Valadz'ko |

| Arbitro: | Anatoliy Zhabchenko |

|                                           |           |                      |
| Grnčarov 55’ Barseghyan 61’ Nikolov 90+1’ | Marcatori | 16’ (rig.) Rosenberg |

| Arbitro: | Srdjan Jovanović |

|  |           |              |
|  | Marcatori | 22’ Guerrier |

| Arbitro: | Georgi Kabakov |

|                   |           |                                                        |
| A. Cieślewicz 69’ | Marcatori | 41’ Matei 54’, 79’ Gavranović 61’ Gorgon 64’ Ristovski |

| Arbitro: | Ville Nevalainen |

|  |           |                                      |
|  | Marcatori | 79’ (rig.) Lennon 90+1’ Valdimarsson |

| Podgorica 18 luglio 2017, ore 20:45 CEST | Budućnost        | 0 – 0 referto | Partizan | Gradski Stadion Podgorica (9 153 spett.)\| Arbitro: \| Roi Reinshreiber \| |
| Arbitro:                                 | Roi Reinshreiber |               |          |                                                                            |

| Arbitro: | Nikola Dabanović |

|  |           |                       |
|  | Marcatori | 40’ (rig.) De Camargo |

| Arbitro: | Aliyar Aghayev |

|                                |           |              |
| De Lanlay 43’ Vilhjálmsson 98’ | Marcatori | 12’ Gartland |

| Arbitro: | Jonathan Lardot |

|                   |           |                       |
| Verbič 48’ (rig.) | Marcatori | 19’ Otubanjo 57’ Kaša |

| Arbitro: | Irfan Peljto |

|                       |           |            |
| Emini 35’ Pejić 45+1’ | Marcatori | 56’ Bayala |

| Arbitro: | Mads-Kristoffer Kristoffersen |

|                                            |           |              |
| Natanael 41’ Wanderson 55’ Keșerü 56’, 74’ | Marcatori | 15’ Nyuiadzi |

| Arbitro: | Ola Hobber Nilsen |

|           |           |              |
| Viler 27’ | Marcatori | 7’ Todorović |

| Arbitro: | Sergei Lapochkin |

|                                            |           |  |
| Rzatkowski 11’ Gulbrandsen 19’ Haidara 85’ | Marcatori |  |

| Arbitro: | Stephan Klossner |

|                                            |           |  |
| Sinclair 4’, 54’ Rogić 47’ Armstrong 90+2’ | Marcatori |  |

| Arbitro: | Tiago Martins |

|                                                                                      |           |  |
| Guilherme 6’ Kojola 37’ (aut.) Kucharczyk 40’, 54’ (rig.) Szymański 80’ Michalak 81’ | Marcatori |  |

| Arbitro: | Davide Massa |

|                                   |           |                           |
| Lanzafame 45+2’ (rig.) Baráth 73’ | Marcatori | 12’ Ogu 16’, 84’ Nwakaeme |

#### Tabella riassuntiva
| Squadra 1          | Totale     | Squadra 2      | Andata | Ritorno     |
| ------------------ | ---------- | -------------- | ------ | ----------- |
| APOEL              | 2 - 0      | F91 Dudelange  | 1 - 0  | 1 - 0       |
| Žalgiris           | 3 - 5      | Ludogorec      | 2 - 1  | 1 - 4       |
| Qarabağ            | 6 - 0      | Samt'redia     | 5 - 0  | 1 - 0       |
| Partizan           | 2 - 0      | Budućnost      | 2 - 0  | 0 - 0       |
| Hibernians         | 0 - 6      | Salisburgo     | 0 - 3  | 0 - 3       |
| Sheriff Tiraspol   | 2 - 2 (gt) | Kukësi         | 1 - 0  | 1 - 2       |
| Spartaks Jūrmala   | 1 - 2      | Astana         | 0 - 1  | 1 - 1       |
| BATĖ Borisov       | 4 - 2      | Alaškert       | 1 - 1  | 3 - 1       |
| Žilina             | 3 - 4      | Copenaghen     | 1 - 3  | 2 - 1       |
| Hapoel Be'er Sheva | 5 - 3      | Honvéd         | 2 - 1  | 3 - 2       |
| Rijeka             | 7 - 1      | The New Saints | 2 - 0  | 5 - 1       |
| Malmö FF           | 2 - 4      | Vardar         | 1 - 1  | 1 - 3       |
| Zrinjski Mostar    | 2 - 3      | Maribor        | 1 - 2  | 1 - 1       |
| Dundalk            | 2 - 3      | Rosenborg      | 1 - 1  | 1 - 2 (dts) |
| FH Hafnarfjörður   | 3 - 1      | Víkingur Gøta  | 1 - 1  | 2 - 0       |
| Linfield           | 0 - 6      | Celtic         | 0 - 2  | 0 - 4       |
| IFK Mariehamn      | 0 - 9      | Legia Varsavia | 0 - 3  | 0 - 6       |

## Terzo turno

### Sorteggio
Partecipano al terzo turno 30 squadre. Il sorteggio si è svolto il 14 luglio 2017 a Nyon.
| Campioni                                              | Campioni                                              | Campioni                                      | Campioni                                                              | Piazzati                                               | Piazzati                                            |
| Gruppo 1                                              | Gruppo 1                                              | Gruppo 2                                      | Gruppo 2                                                              | Piazzati                                               | Piazzati                                            |
| Teste di serie                                        | Non teste di serie                                    | Teste di serie                                | Non teste di serie                                                    | Teste di serie                                         | Non teste di serie                                  |
| ----------------------------------------------------- | ----------------------------------------------------- | --------------------------------------------- | --------------------------------------------------------------------- | ------------------------------------------------------ | --------------------------------------------------- |
| Celtic Copenaghen BATĖ Borisov Legia Varsavia Maribor | Vardar Astana Rosenborg Slavia Praga FH Hafnarfjörður | Olympiacos Salisburgo Ludogorec APOEL Qarabağ | Partizan Rijeka Sheriff Tiraspol Hapoel Be'er Sheva Viitorul Costanza | Dinamo Kiev Ajax Viktoria Plzeň CSKA Mosca Club Bruges | FCSB Young Boys Nizza İstanbul Başakşehir AEK Atene |

### Risultati

#### Andata
| Baku 25 luglio 2017, ore 19:00 CEST | Qarabağ          | 0 – 0 referto | Sheriff Tiraspol | Tofig Bahramov Republican stadium (26 000 spett.)\| Arbitro: \| Sjarhej Cynkevič \| |
| Arbitro:                            | Sjarhej Cynkevič |               |                  |                                                                                     |

| Arbitro: | Bastian Dankert |

|                  |           |  |
| Škoda 20’ (rig.) | Marcatori |  |

| Arbitro: | Marco Fritz |

|  |           |                             |
|  | Marcatori | 45+1’ Dzagoev 56’ Wernbloom |

| Arbitro: | Aliyar Aghayev |

|                                 |           |                        |
| Budescu 37’ Filipe Teixeira 61’ | Marcatori | 23’ Krmenčik 53’ Kopic |

| Arbitro: | Daniel Siebert |

|                        |           |  |
| Jonathan Balotelli 65’ | Marcatori |  |

| Arbitro: | Davide Massa |

|             |           |                                     |
| Tawamba 10’ | Marcatori | 6’, 56’ Ben Nabouhane 90+1’ Emenike |

| Arbitro: | Tamás Bognár |

|                                         |           |            |
| Kabananga 36’ Maeŭski 45’ Twumasi 90+4’ | Marcatori | 79’ Sadiku |

| Arbitro: | Andreas Ekberg |

|                                         |           |                 |
| Jarmolenko 15’ Mbokani 34’ Harmaš 90+3’ | Marcatori | 90+1’ Fassnacht |

| Arbitro: | Daniel Stefański |

|           |           |                |
| Hwang 49’ | Marcatori | 30’ Gavranović |

| Arbitro: | Charalambos Kalogeropoulos |

|                        |           |  |
| Nwakaeme 19’ Ohana 79’ | Marcatori |  |

| Arbitro: | Paolo Valeri |

|           |           |  |
| Ganea 75’ | Marcatori |  |

| Arbitro: | Andris Treimanis |

|             |           |  |
| Tavares 54’ | Marcatori |  |

| Glasgow 26 luglio 2017, ore 20:45 CEST | Celtic        | 0 – 0 referto | Rosenborg | Celtic Park (49 172 spett.)\| Arbitro: \| Tiago Martins \| |
| Arbitro:                               | Tiago Martins |               |           |                                                            |

| Arbitro: | Carlos del Cerro Grande |

|               |           |                 |
| Balotelli 32’ | Marcatori | 49’ Van de Beek |

| Arbitro: | Paolo Mazzoleni |

|                                 |           |                           |
| Bonaventure 6’ Denswil 16’, 79’ | Marcatori | 59’, 74’ Mossoró 64’ Elia |

#### Ritorno
| Arbitro: | Roi Reinshreiber |

|                        |           |                         |
| Badibanga 90+4’ (rig.) | Marcatori | 45+3’ Ndlovu 86’ Míchel |

| Arbitro: | Aleksej Es'kov |

|                                                   |           |  |
| Carlão 54’ Merkis 93’ De Camargo 94’ Efrem 105+1’ | Marcatori |  |

| Arbitro: | Pol van Boekel |

|                          |           |           |
| Sihnevič 5’ Stasevič 46’ | Marcatori | 44’ Škoda |

| Arbitro: | Benoît Millot |

|            |           |  |
| Natkho 74’ | Marcatori |  |

| Arbitro: | István Kovács |

|                       |           |  |
| Adebayor 7’ Višća 34’ | Marcatori |  |

| Arbitro: | John Beaton |

|                                                                   |           |             |
| Greguš 2’ Barseghyan 26’ (aut.) Santander 75’ Sōtīriou 88’ (rig.) | Marcatori | 19’ Nikolov |

| Arbitro: | Alejandro José Hernández Hernández |

|              |           |                                                                |
| Krmenčík 64’ | Marcatori | 27’ Bălașa 71’ Filipe Teixeira 76’ F. Tănase 79’ (rig.) Alibec |

| Arbitro: | Paweł Gil |

|                               |           |  |
| Hoarau 13’ (rig.) Lotomba 90’ | Marcatori |  |

| Arbitro: | Peter Kralović |

|  |           |               |
|  | Marcatori | 90+2’ Tavares |

| Arbitro: | Serdar Gözübüyük |

|                                  |           |            |
| Wanderson 9’, 33’ Marcelinho 56’ | Marcatori | 61’ Ghadir |

| Arbitro: | Andre Marriner |

|                             |           |                       |
| Van de Beek 26’ Sánchez 57’ | Marcatori | 3’ Souquet 79’ Marcel |

| Arbitro: | Jakob Kehlet |

|                |           |  |
| Czerwiński 76’ | Marcatori |  |

| Arbitro: | Javier Estrada |

|                                    |           |                         |
| Carcela-González 22’ Fortounīs 51’ | Marcatori | 33’ Soumah 85’ Đurđević |

| Fiume 2 agosto 2017, ore 20:45 CEST | Rijeka        | 0 – 0 referto | Salisburgo | Stadion HNK Rijeka (8 118 spett.)\| Arbitro: \| Hüseyin Göçek \| |
| Arbitro:                            | Hüseyin Göçek |               |            |                                                                  |

| Arbitro: | Jonathan Lardot |

|  |           |             |
|  | Marcatori | 69’ Forrest |

#### Tabella riassuntiva
| Slavia Praga       | 2 - 2 (gfc) | BATĖ Borisov        | 1 - 0 | 1 - 2       |
| Astana             | 3 - 2       | Legia Varsavia      | 3 - 1 | 0 - 1       |
| Maribor            | 2 - 0       | FH Hafnarfjörður    | 1 - 0 | 1 - 0       |
| Vardar             | 2 - 4       | Copenaghen          | 1 - 0 | 1 - 4       |
| Celtic             | 1 - 0       | Rosenborg           | 0 - 0 | 1 - 0       |
| Hapoel Be'er Sheva | 3 - 3 (gfc) | Ludogorec           | 2 - 0 | 1 - 3       |
| Viitorul Costanza  | 1 - 4       | APOEL               | 1 - 0 | 0 - 4 (dts) |
| Salisburgo         | 1 - 1 (gfc) | Rijeka              | 1 - 1 | 0 - 0       |
| Qarabağ            | 2 - 1       | Sheriff Tiraspol    | 0 - 0 | 2 - 1       |
| Partizan           | 3 - 5       | Olympiacos          | 1 - 3 | 2 - 2       |
| Piazzate           |             |                     |       |             |
| FCSB               | 6 - 3       | Viktoria Plzeň      | 2 - 2 | 4 - 1       |
| Nizza              | 3 - 3 (gfc) | Ajax                | 1 - 1 | 2 - 2       |
| Dinamo Kiev        | 3 - 3 (gfc) | Young Boys          | 3 - 1 | 0 - 2       |
| AEK Atene          | 0 - 3       | CSKA Mosca          | 0 - 2 | 0 - 1       |
| Club Bruges        | 3 - 5       | İstanbul Başakşehir | 3 - 3 | 0 - 2       |